# Мишківці
Ми́шківці — село в Україні, у Вишнівецькій селищній громаді Кременецького району Тернопільської області. Розташоване на річці Горинь, на півдні району. До Мишківців приєднано хутір Казнів.

## Адмінустрій
До 2015 року підпорядковувалося Старовишнівецькій сільській раді.
На 1936 рік село входило до ґміни Вишневець Кременецького повіту.
У вересні 2015 року ввійшло до складу Вишнівецької селищної територіальної громади.
12 червня 2020 року, відповідно до Розпорядження Кабінету Міністрів України від  № 724-р «Про визначення адміністративних центрів та затвердження територій територіальних громад Тернопільської області», село увійшло до складу Вишнівецької селищної громади.
19 липня 2020 року, в результаті адміністративно-територіальної реформи та ліквідації Збаразького району, село увійшло до складу новоутвореного Кременецького району.

## Релігія
Є дерев'яна церква Різдва Пресвятої Богородиці (1905).

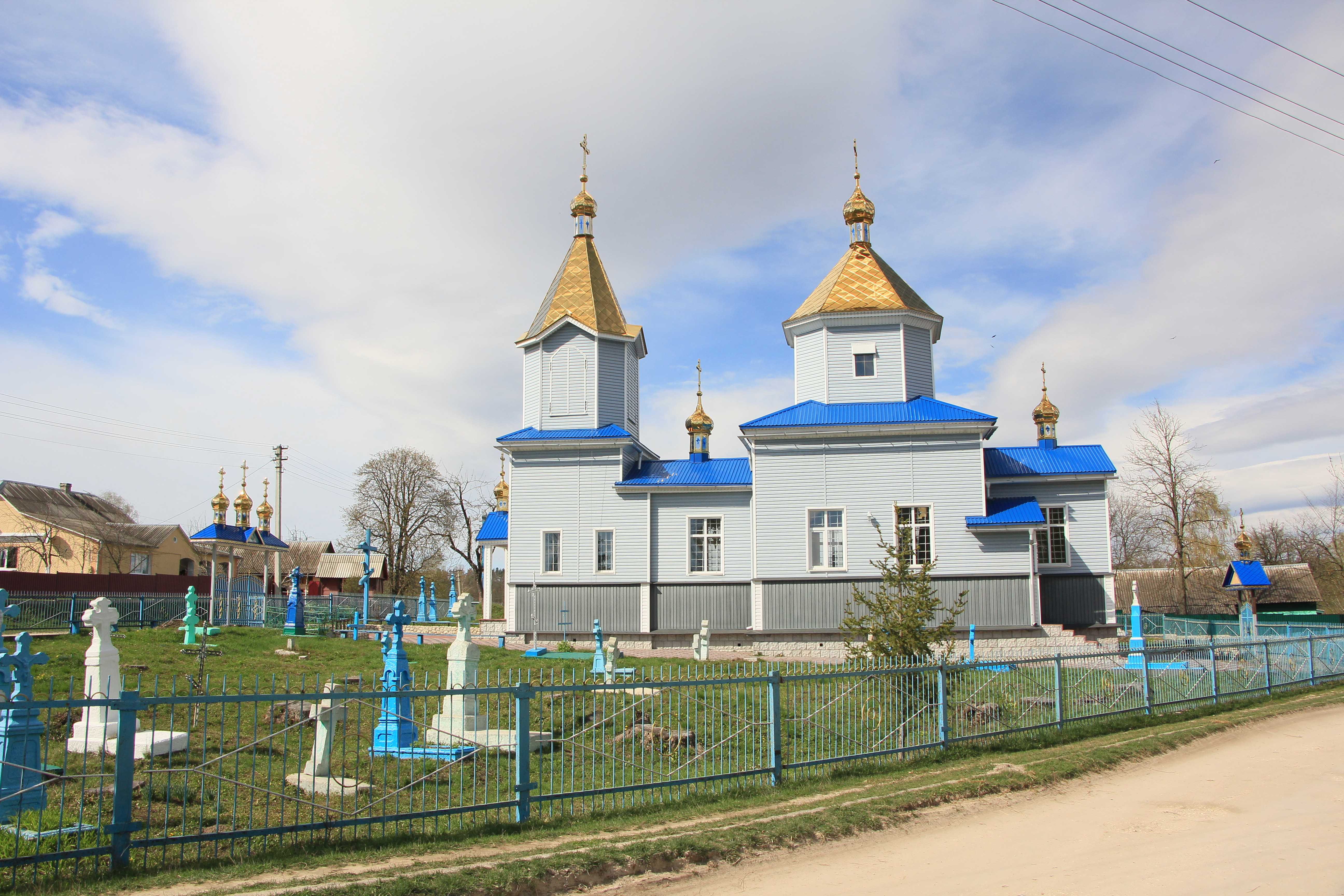
Дерев'яна церква

## Населення
У 2001 році в селі проживало 327 осіб.

## Галерея

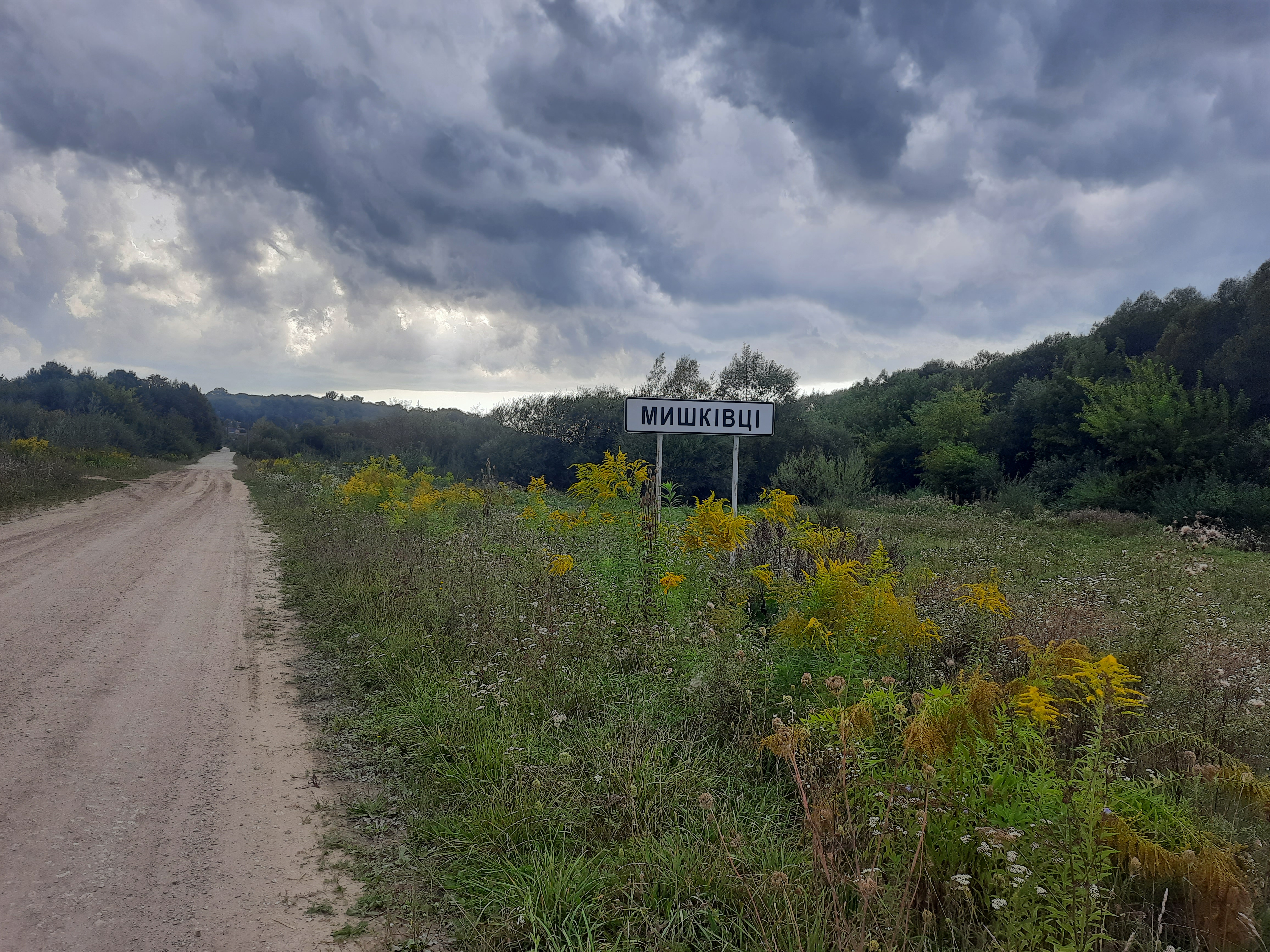
Дорожній знак при в'їзді в село
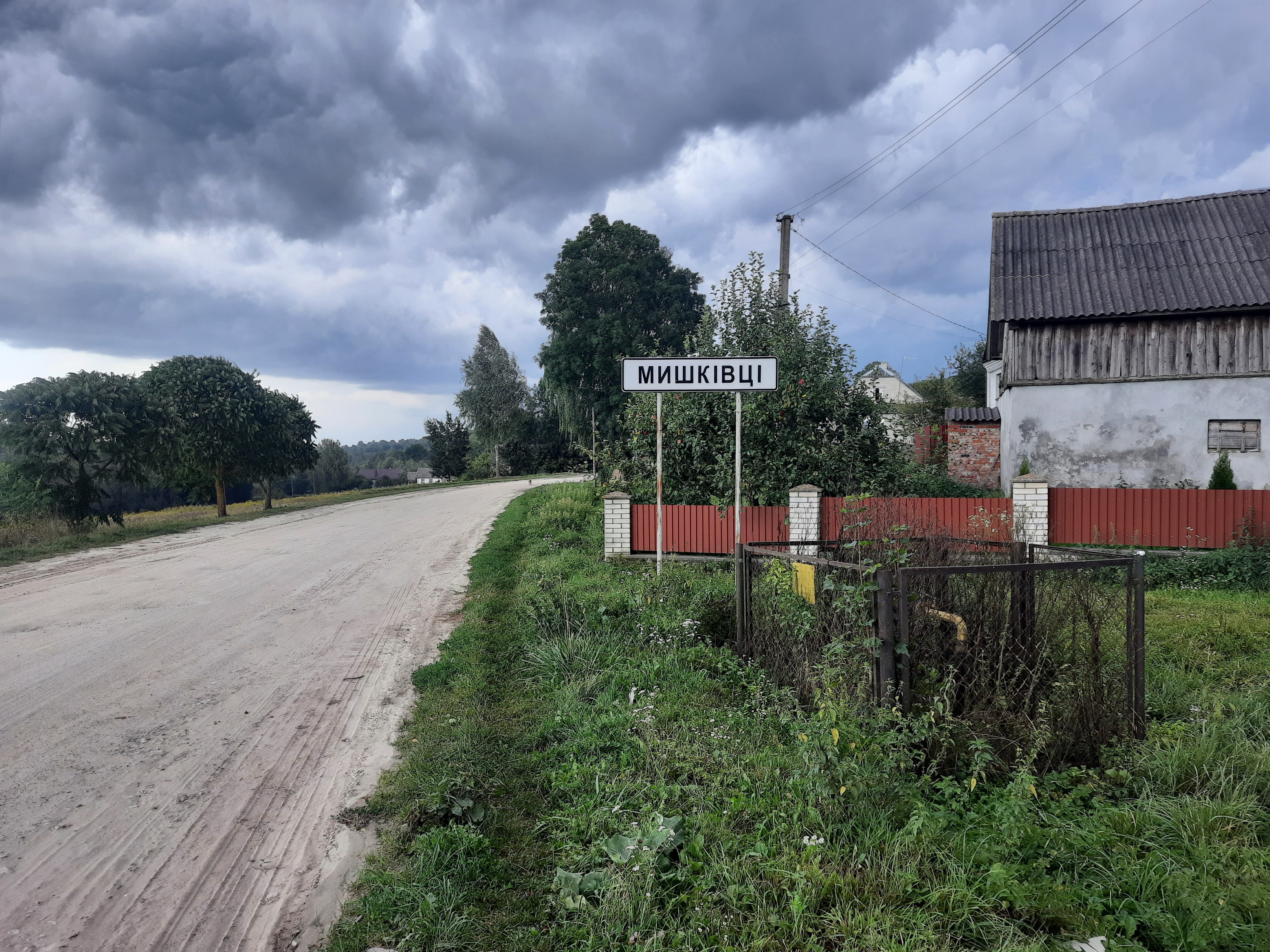
Початок села